# Зуяково
Зуя́ково (баш. Йөйәк, Зөйәк) — село (до 2004 года посёлок) в Белорецком районе Республики Башкортостан России. Административный центр Зуяковского сельсовета.

## Географическое положение
Находится на берегу реки Инзер.
Расстояние до:
- районного центра (Белорецк): 150 км,
- ближайшей ж.-д. станции (Зуяково): 1 км,
- города Магнитогорска: 210 км.

## Население
| 2002 | 2009 | 2010 |
| ---- | ---- | ---- |
| 858  | ↗989 | ↘849 |

Национальный состав
95 % населения — башкиры.

## Религия
В селе есть мечеть Ихлас.

## Известные уроженцы
- Исмагилов, Файзрахман Абдрахманович (род. 1955) — заслуженный художник Республики Башкортостан (1997), лауреат Государственной премии РБ им. Салавата Юлаева (2004).
- Мухаметдинова, Сагида Хашимовна (1931 — 2018) — канатчица Белорецкого металлургического комбината, почётный гражданин г. Белорецка, Герой Социалистического Труда (1981).
- Ситдыкова, Гузаль Рамазановна (1952) —  российский общественный и политический деятель, писатель, переводчик, народный депутат Верховного Совета Башкирской АССР XII созыва (1991—1995), депутат Государственного Собрания — Курултая Республики Башкортостан 1-3 созывов (1995—2008), член Общественной Палаты Республики Башкортостан 1 созыва (2011—2012), председатель Общества башкирских женщин Республики Башкортостан (2004—2011), член Союза писателей Республики Башкортостан и РФ (1995).